# Craigsville (Virgínia)
Craigsville és una població dels Estats Units a l'estat de Virgínia. Segons el cens del 2000 tenia 979 habitants.

## Demografia
Segons el cens del 2000, Craigsville tenia 979 habitants, 413 habitatges, i 272 famílies. La densitat de població era de 190,9 habitants per km².
Dels 413 habitatges en un 31,5% hi vivien nens de menys de 18 anys, en un 49,2% hi vivien parelles casades, en un 13,6% dones solteres, i en un 34,1% no eren unitats familiars. En el 32% dels habitatges hi vivien persones soles el 14,8% de les quals corresponia a persones de 65 anys o més que vivien soles. El nombre mitjà de persones vivint en cada habitatge era de 2,37 i el nombre mitjà de persones que vivien en cada família era de 2,98.
Per edats la població es repartia de la següent manera: un 24,9% tenia menys de 18 anys, un 8% entre 18 i 24, un 29,6% entre 25 i 44, un 21,7% de 45 a 60 i un 15,8% 65 anys o més.
L'edat mediana era de 38 anys. Per cada 100 dones de 18 o més anys hi havia 82,8 homes.
La renda mediana per habitatge era de 27.500 $ i la renda mediana per família de 36.771 $. Els homes tenien una renda mediana de 23.688 $ mentre que les dones 21.667 $. La renda per capita de la població era de 16.226 $. Entorn del 9,3% de les famílies i el 13,1% de la població estaven per davall del llindar de pobresa.

## Poblacions més properes
El següent diagrama mostra les poblacions més properes.